# Nutarnja arterija glave
Nutarnja arterija glave (lat. arteria carotis interna) je velika krvna žila glave i vrata koja oksigeniranom krvlju opskrbljuje središnji živčani sustav. 
Nutarnja arterija glave polazi od zajedničke arterije glave (lat. arteria carotis communis), a završava kada se u lubanji podijeli na završne grane, prednju i srednju mozgovnu arteriju 

## Grane
Nutarnja arterija u svom tijeku u vratu ne daje ogranke, u lubanju ulazi kroz lat. canalis caroticus.
Grane nutarnje arterije glave su: 
- lat. rami caroticotympanici
- očna arterija - lat. arteria ophthalmica
- lat. arteria choroidea (rijetko polazi sa srednje mozgovne arterije ili stražnje spojne arterije)
- stražnja spojna arterija - lat. arteria communicans posterior
- završne grane:
  - prednja mozgovna arterija - lat. arteria cerebri anterior
  - srednja mozgovna arterija - lat. arteria cerebri media